# Érsek Zsolt (vívó)
Érsek Zsolt (Budapest, 1966. június 13. –) Európa-bajnok, olimpiai és világbajnoki bronzérmes magyar tőrvívó, edző.